# Leucanopsis chesteria
Leucanopsis chesteria là một loài bướm đêm thuộc phân họ Arctiinae, họ Erebidae.